# 우크린포름
우크린포름(우크라이나어: Укрінформ, 영어: Ukrinform)은 우크라이나의 국유 정보통신사이자 국제 방송사이다. 1918년 우크라이나 독립 전쟁 시기에 BUP(Bureau of Ukrainian Press)로서 설립되었다. 우크린포름의 1대 사장은 드미트로 돈초프이며 당시 기관명은 우크라이나 전신사였다.

## 텔레비전

FREEДОМ(이전 명칭: UATV)은 러시아-우크라이나 전쟁을 집중으로 방송하는 러시아어 텔레비전 뉴스 채널이다. 웹사이트, 위성, 그리고 케이블 텔레비전 운용사를 통해 방송된다. 유튜브에서 영어로 콘텐츠를 제공한다. 2020년 1월 임시 폐쇄하기 전까지 이 채널은 영어, 우크라이나어, 크림 타타르어, 아랍어로도 방송되었다.